# Microsoft Rewards
Microsoft Rewards (lett. "Ricompense di Microsoft") è un programma di fidelizzazione di Microsoft che permette ai suoi utenti di guadagnare punti, poi convertibili in premi, svolgendo varie attività online, come fare ricerche online, acquisti sullo store Microsoft, giocare ai videogiochi su Xbox.

## Storia

### Clicca e Guadagna
L'antenato dei Microsoft Rewards è stato Clicca e Guadagna, lanciato nel 2005, un programma che premiava gli utenti per le ricerche online effettuate tramite il motore di ricerca di Microsoft, allora chiamato MSN Search. Inizialmente, Clicca e Guadagna ha incontrato un certo successo, con molti utenti entusiasti di guadagnare punti semplicemente facendo le loro ricerche online. Tuttavia, il programma è stato abbandonato nel 2007, sostituito da un programma di fidelizzazione più ampio e completo, chiamato Live Search Club.

### Live Search Club
Il Live Search Club nato l'aprile del 2007 permetteva agli utenti di guadagnare punti tramite una vasta gamma di attività online, che potevano differire dalle sole ricerche effettuate su MSN Search. Il programma ha avuto un certo successo, ma alla fine è stato anch'esso abbandonato nel 2010, sostituito da un nuovo programma di fidelizzazione, chiamato Bing Rewards.

### Bing rewards
Bing Rewards nato a settembre del 2010  era simile al Live Search Club, ma aveva un maggior focus sulla ricerca online. Il programma ha permesso agli utenti di guadagnare punti per le ricerche effettuate su Bing, così come per altre attività online come l'acquisto di prodotti Microsoft e la partecipazione a sondaggi. Esso coesisterà fino al 2014 con il programma Xbox live rewards fino all'unificazione con i Microsoft rewards.

### Xbox Live Rewards
Nel 2011 è uscito Xbox Live Rewards, un programma di premi  e sondaggi per i membri Xbox Live Gold, che permetteva di guadagnare punti per acquisti e giochi, tramite attività su Xbox, per poi convertirli in Microsoft Point, ex valuta sostituita dal saldo Microsoft. Il programma è stato sostituito nel 2014 dai Microsoft Rewards, quest'ultimo nato dalla fusione di Bing rewards e Xbox live rewards.
Oggi, Microsoft Rewards è un programma di fidelizzazione estremamente popolare, con milioni di utenti che guadagnano punti ogni giorno con attività online.

#### Microsoft Rewards
Microsoft Rewards è un programma di incentivi e ricompense introdotto da Microsoft nel 2014. Esso è nato dalla fusione dei programmi Bing Rewards e Xbox Live Rewards, unendo i vari punti guadagnati attraverso le attività su entrambe le piattaforme. I membri del programma possono accumulare punti partecipando ad attività come ricerche online utilizzando il motore di ricerca Bing, completando sondaggi e partecipando ad altre attività minori. Inoltre, le attività su console Microsoft, come Xbox, consentono di guadagnare ulteriori punti. I punti accumulati possono essere successivamente utilizzati per ottenere premi come carte regalo, sconti su prodotti Microsoft e donazioni a organizzazioni benefiche. Microsoft Rewards offre agli utenti una gamma di opportunità per guadagnare punti e ottenere vantaggi esclusivi, creando un legame più stretto tra l'azienda e la sua base di utenti. Nel novembre 2023 Microsoft ha deciso di ridimensionare i punti ottenibili, per via della crescita del numero di fruitori del servizio.  